# Guido d’Arezzo
Guido d’Arezzo (990/991/992-1034) là nhà soạn nhạc người Ý. Ông là một trong những nhà soạn nhạc nổi tiếng thuộc thời kỳ Trung cổ. Ông là người đã phát triển âm nhạc của buổi bình minh thế kỷ XI và thiên niên kỷ 2. Ông là nhà soạn nhạc đã phát triển khuông nhạc gồm 4, 5 dòng kẻ và hơn thế nữa để có thể biểu hiện cao độ của các nốt nhạc. Đây là khuông nhạc đã được sử dụng cho đến bây giờ. Ngoài là một nhà soạn nhạc, cũng giống hầu hết các danh nhân của thời kỳ Trung cổ, ông là một tu sĩ. Ông là người theo dòng Benedictine, một trong những dòng tu của Kito giáo.